# Запрет морской торговли
Запре́т морско́й торго́вли (кит. 海禁, пиньинь hǎijìn, палл. хайцзинь, буквально: «морской запрет») существовал в Китае во времена империй Мин и Цин. Он был введён с целью борьбы с прибрежным пиратством, но наносил огромный ущерб национальной экономике и на протяжении пяти столетий сдерживал рост прибрежных поселений.

## Империя Мин
Инициатором введения запрета выступил в 1371 году враждебно настроенный к иностранцам император Хунъу. Иноземцев было разрешено впускать в Китай по морю только в случае подношения ими даров императору. Предполагалось создание огромного флота для защиты побережья от пиратов (см. Чжэн Хэ). К осуществлению охранных мероприятий решено было привлечь японское правительство.
В середине XVI века чиновничество позволило португальцам обосноваться в Макао и не позднее 1567 года добилось от императора отмены запрета на торговлю с ними. После возобновления торговля с внешним миром была сосредоточена в городах Гуанчжоу, Цюаньчжоу и Нинбо. Через эти поселения в Китай проникали христианские миссионеры, такие как Франциск Ксаверий и Маттео Риччи.

## Империя Цин
С приходом к власти в Пекине маньчжурской династии морской запрет был восстановлен в 1647 году. Мишенью запрета на торговлю в этот раз стал верный империи Мин пиратский капитан Коксинга, который прибрал к рукам часть Фуцзяньского побережья и остров Тайвань.
В 1655 году с целью подрыва морской мощи Коксинги крестьяне, населявшие морские берега в провинциях Гуандун, Фуцзянь, Чжэцзян, Цзянсу и Шаньдун, были по указу пекинского правительства переселены на 15—25 км вглубь материка.
В XIX веке запрет морской торговли привёл к конфликту между китайским правительством и западными державами, который вылился в Первую опиумную войну. По условиям Нанкинского договора (1842) Китай был вынужден открыть ряд портов для торговли с иностранцами.